# Montenegro i olympiska vinterspelen 2014
Montenegro deltog med två deltagare vid de olympiska vinterspelen 2014 i Sotji. Ingen av landets deltagare erövrade någon medalj.